# لیشینا
لیشینا (به چکی: Líšina) یک منطقهٔ مسکونی در جمهوری چک است که در Plzeň-South District واقع شده‌است. لیشینا ۷٫۹۸ کیلومتر مربع مساحت و ۱۴۵ نفر جمعیت دارد و ۳۵۸ متر بالاتر از سطح دریا واقع شده‌است.

## گالری

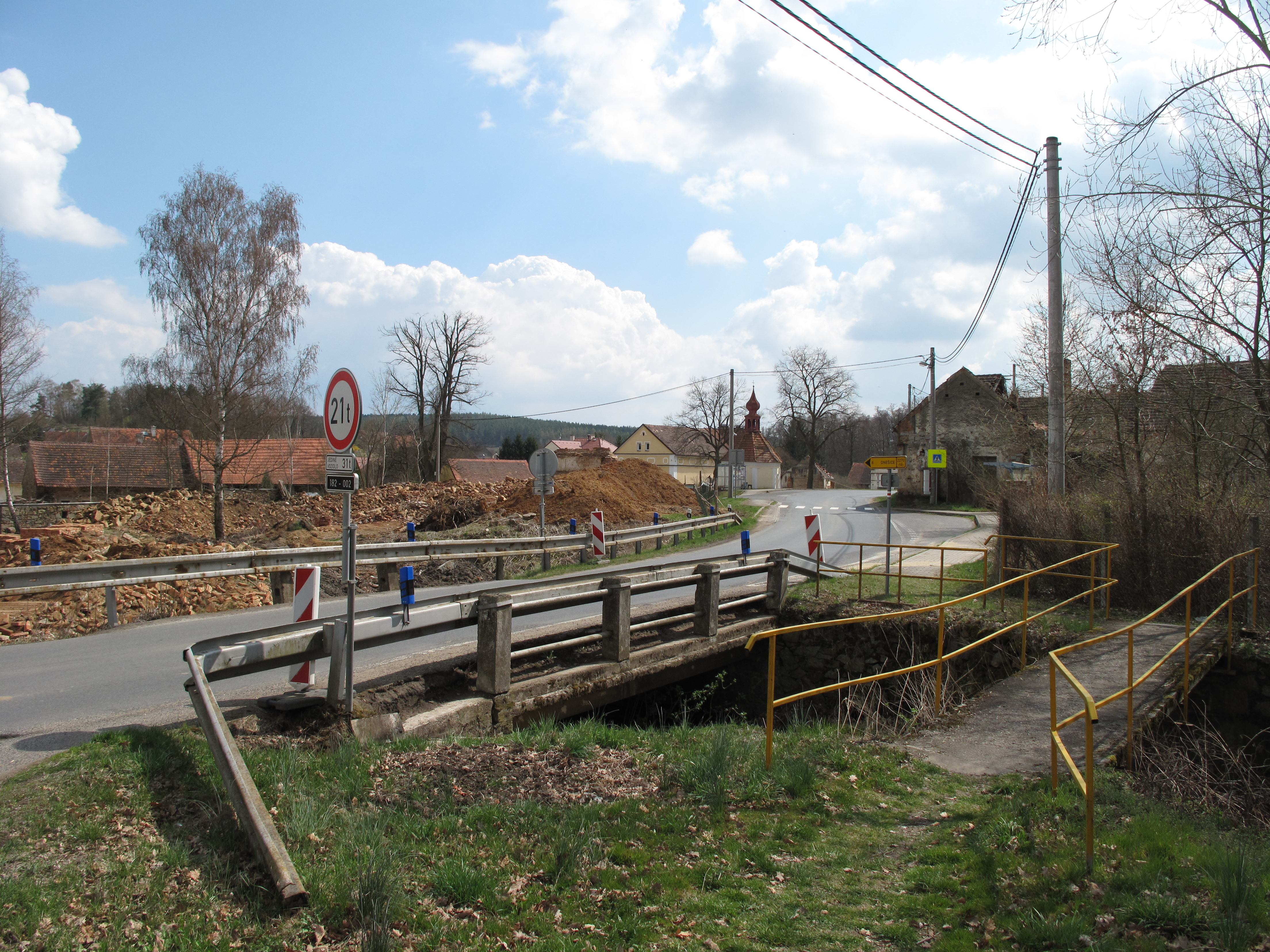
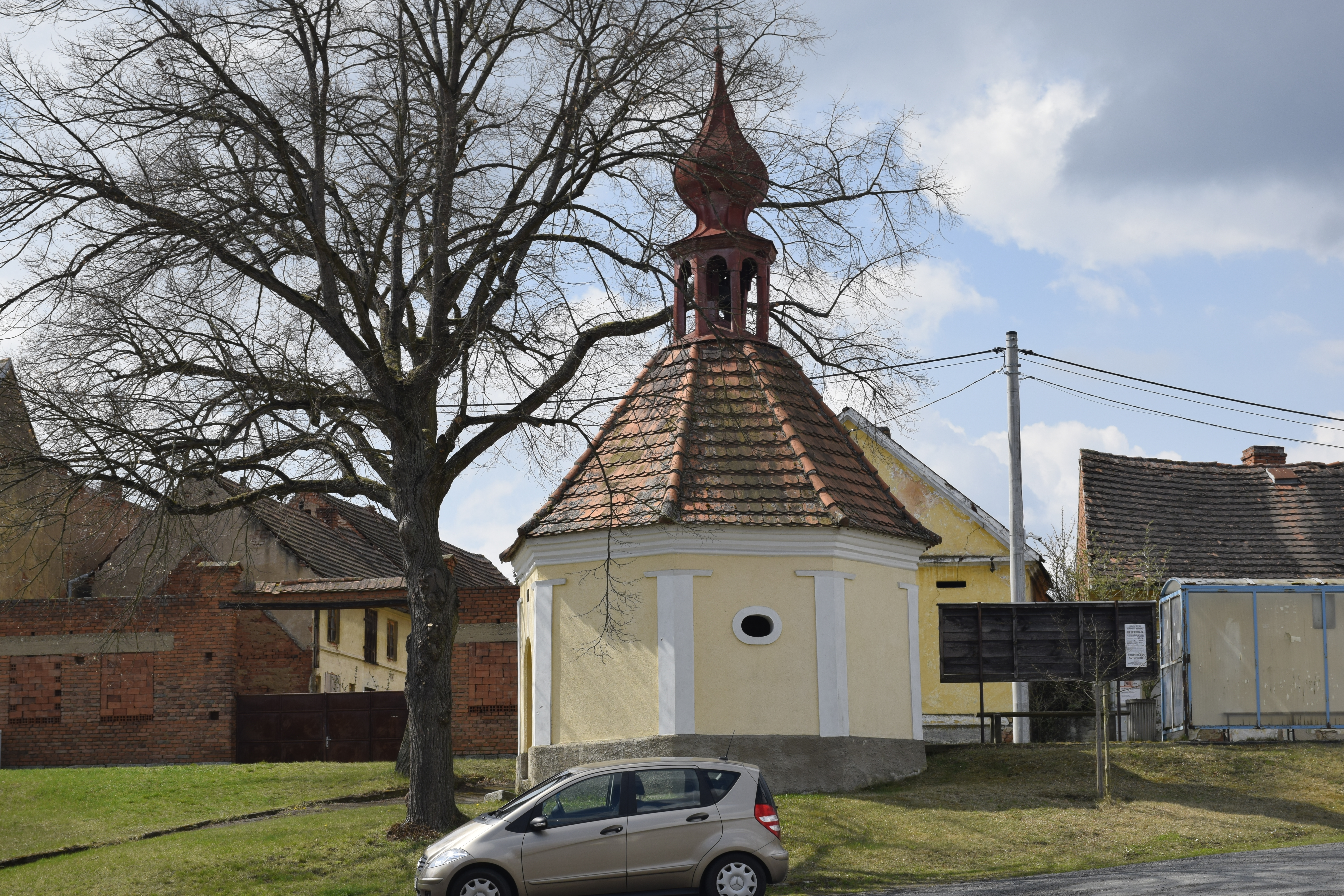
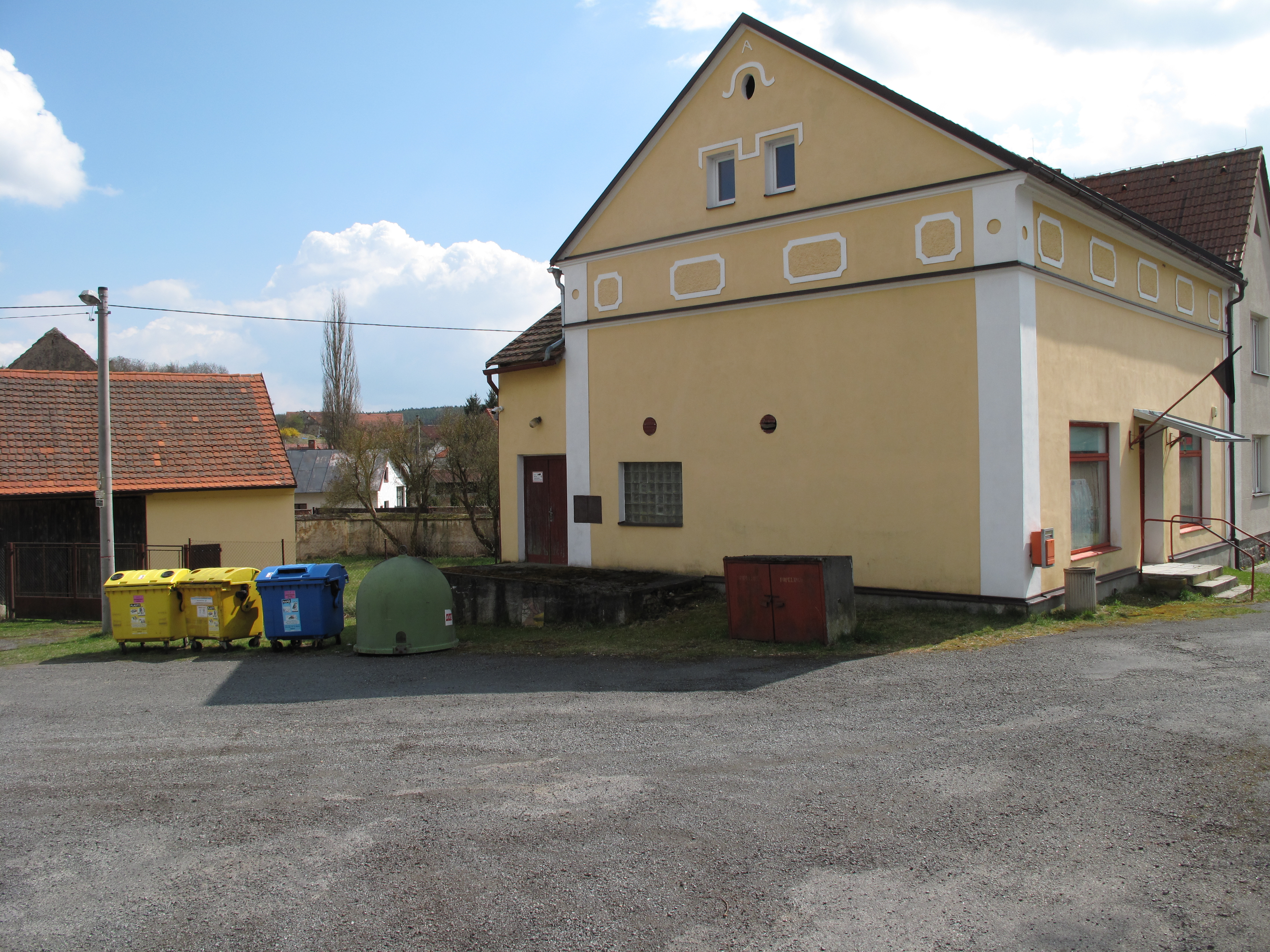